# Заплатіть належне
«Заплатіть належне» (англ. Pay Your Dues) — американська короткометражна кінокомедія режисера Хела Роача 1919 року.

## У ролях
- Гарольд Ллойд
- Снуб Поллард
- Бібі Данієлс
- Семмі Брукс
- Френк Деніелс
- Вільям Гіллеспі
- Чарльз Інслі
- Марк Джонс
- Ді Лемптон